# Rivière Wawackeciw
Rivière Wawackeciw är ett vattendrag i Kanada.   Det ligger i provinsen Québec, i den östra delen av landet, 400 km norr om huvudstaden Ottawa. Rivière Wawackeciw ligger vid sjön Lac Piresiw.
Trakten runt Rivière Wawackeciw är nära nog obefolkad, med mindre än två invånare per kvadratkilometer.